# Giovanni Gallina
Giovanni Gallina (tätig in Nicosia im 17. Jahrhundert) war ein italienischer Bildhauer des Barocks auf Sizilien.

## Leben
Wahrscheinlich war er Schüler der Bildhauerwerkstatt Li Volsi in Nicosia war. 1633 wurde Gallina zur Ausschmückung des Rathauses nach Syrakus berufen. Arbeiten von ihm haben sich in Enna, Leonforte und Santa Lucia del Mela erhalten.
In den Jahren 1646 bis 1652 führte Gallina für das „Collegio di San Nicolò von Enna“ ein hölzernes Simulacrum des Heiligen Nicholaus auf dem Stuhl throhnend aus, um die Kirche zu verschönern. Er war in der ersten Hälfte des 17. Jahrhunderts hauptsächlich im Zentrum Siziliens tätig.

## Werke (Auswahl)
- Dom (Enna) Marmorkanzel

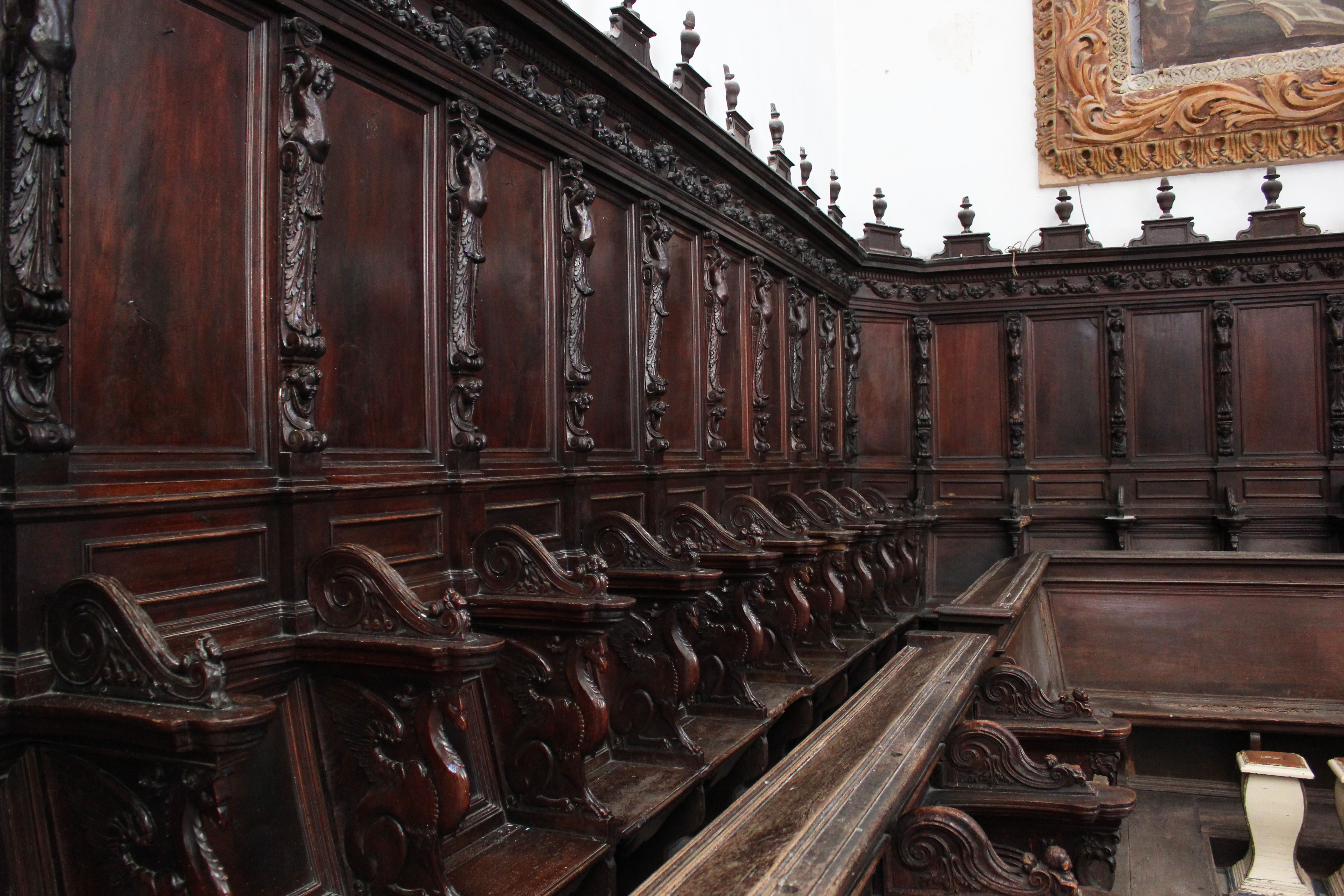
Chorgestühl aus Walnuss in der Apsis, Kathedrale in Santa Lucia del Mela

- Chiesa die Cappuccini (Leonforte): Alabasterportal zum Mausoleo dei Branciforti (1647)
- Chiesa di San Antonio (Leonforte): Alabasterskulptur des Heiligen Antonius
- Kathedrale (Santa Lucia del Mela): Chorgestühl aus Walnuss in der Apsis (1650)[3]